# لوفوتن

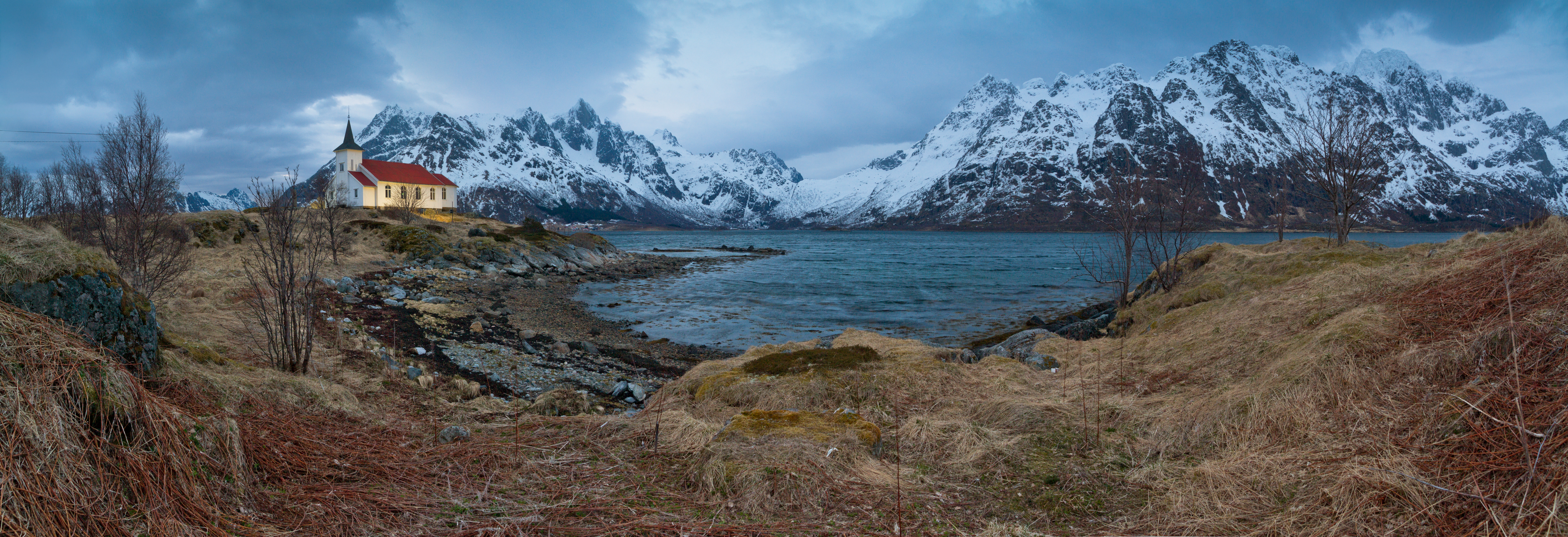
نگاره‌ای پهن از کلیسای سایلدپولنِس و طبیعت پیرامونش در مجمع‌الجزایر لوفوتن در فصل بهار.

لوفوتن یا مجمع‌الجزایر لوفوتن (به انگلیسی: Lofoten) منطقهٔ ای در شهرستان نوردلند، نروژ می‌باشد که از تعدادی جزیرهٔ کوچک تشکیل شده‌است. مجمع‌الجزایر لوفوتن دارای مناظر متمایز با کوه‌ها و قله‌ها، دریای باز و خلیج، سواحل دست‌نخوردهٔ شناخته شده‌است.

## نگارخانه

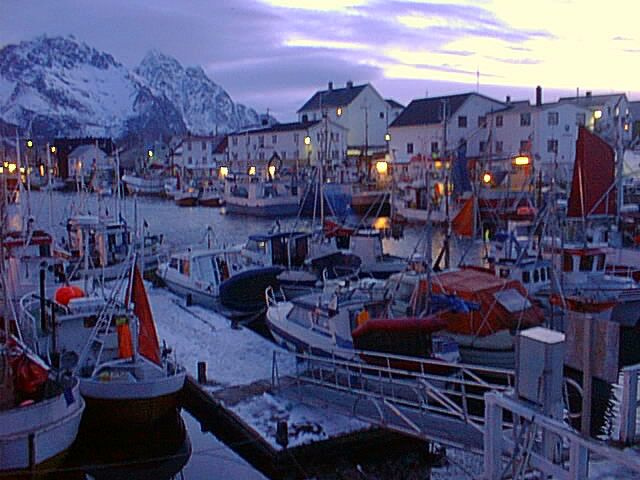
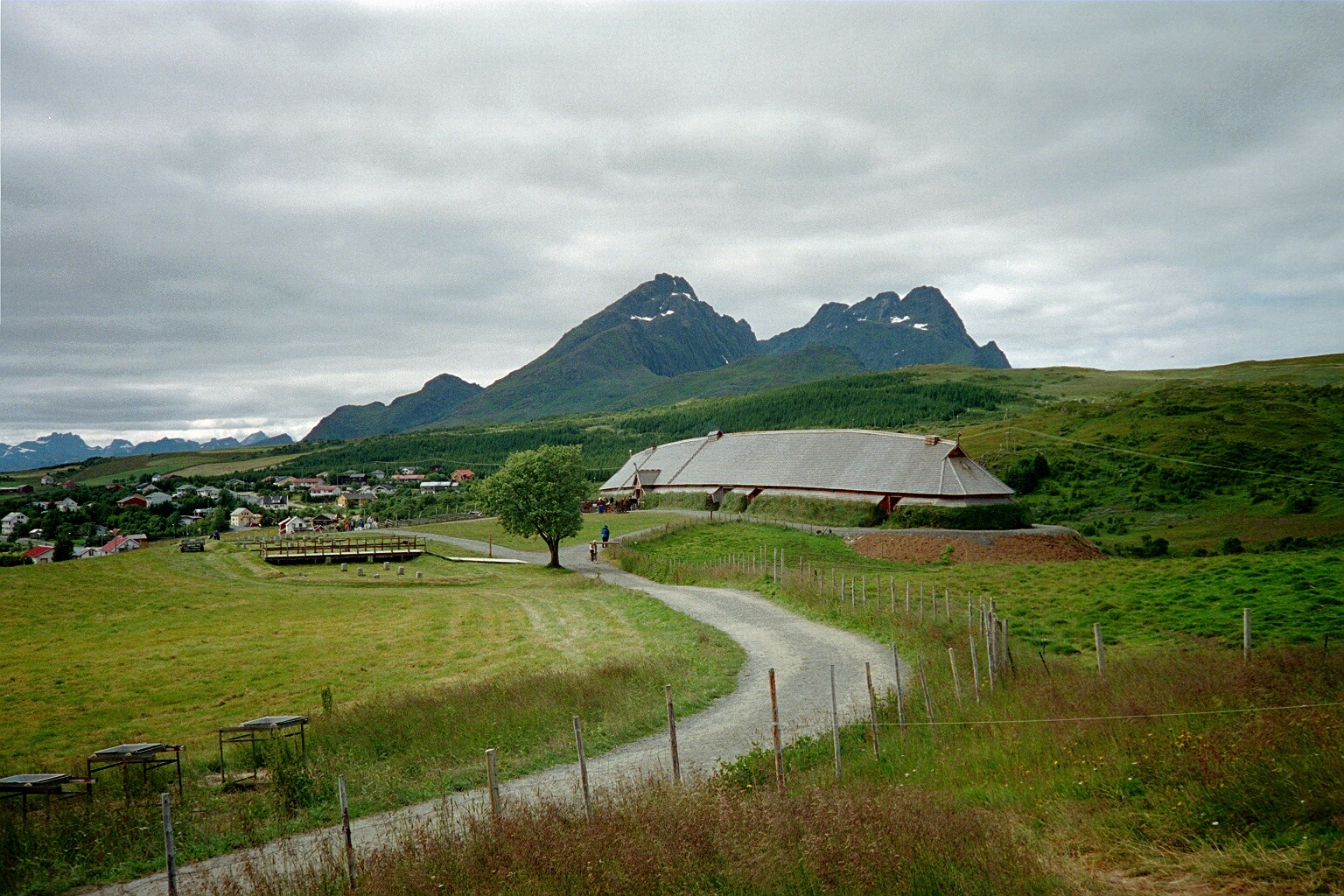
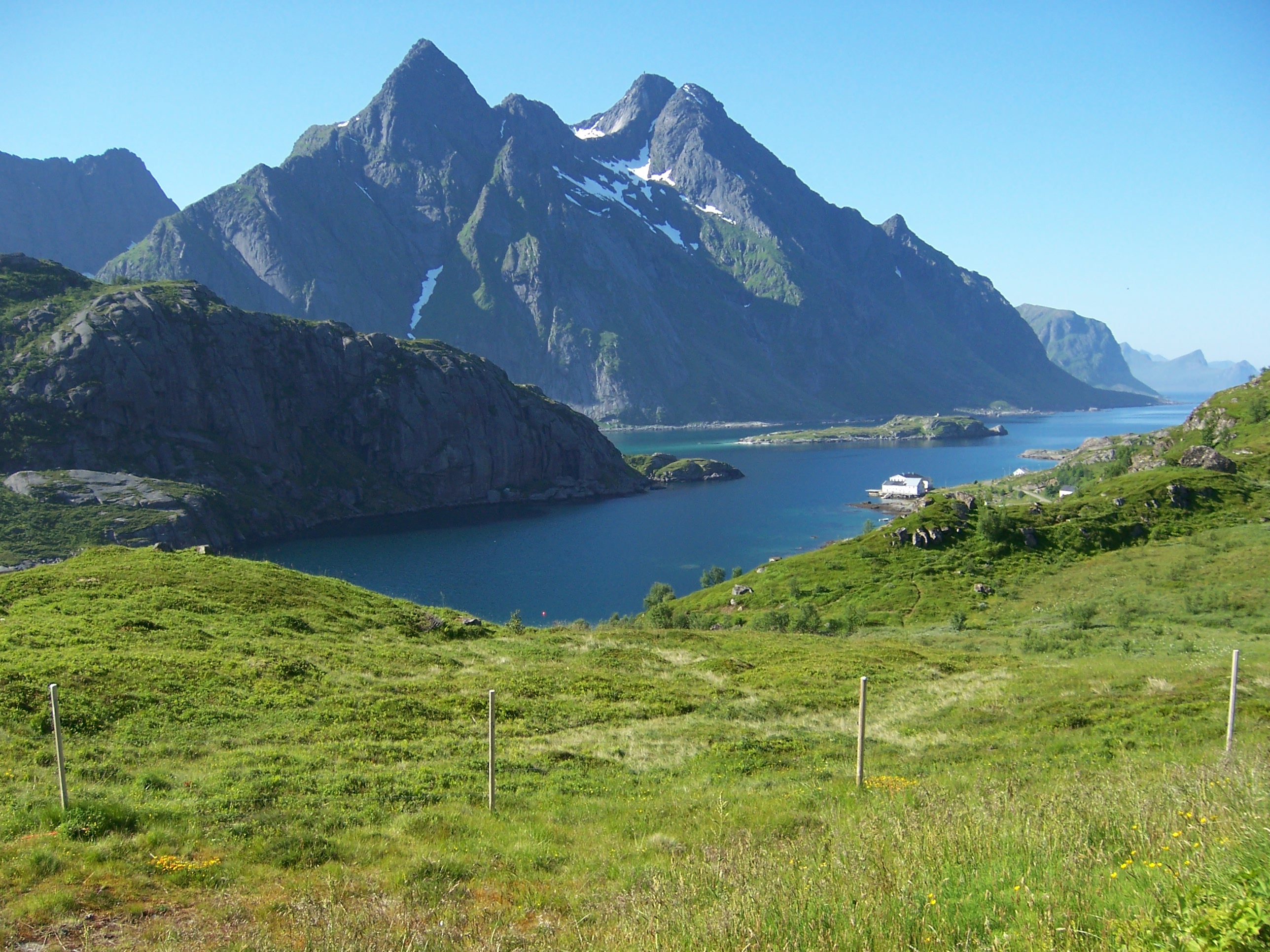
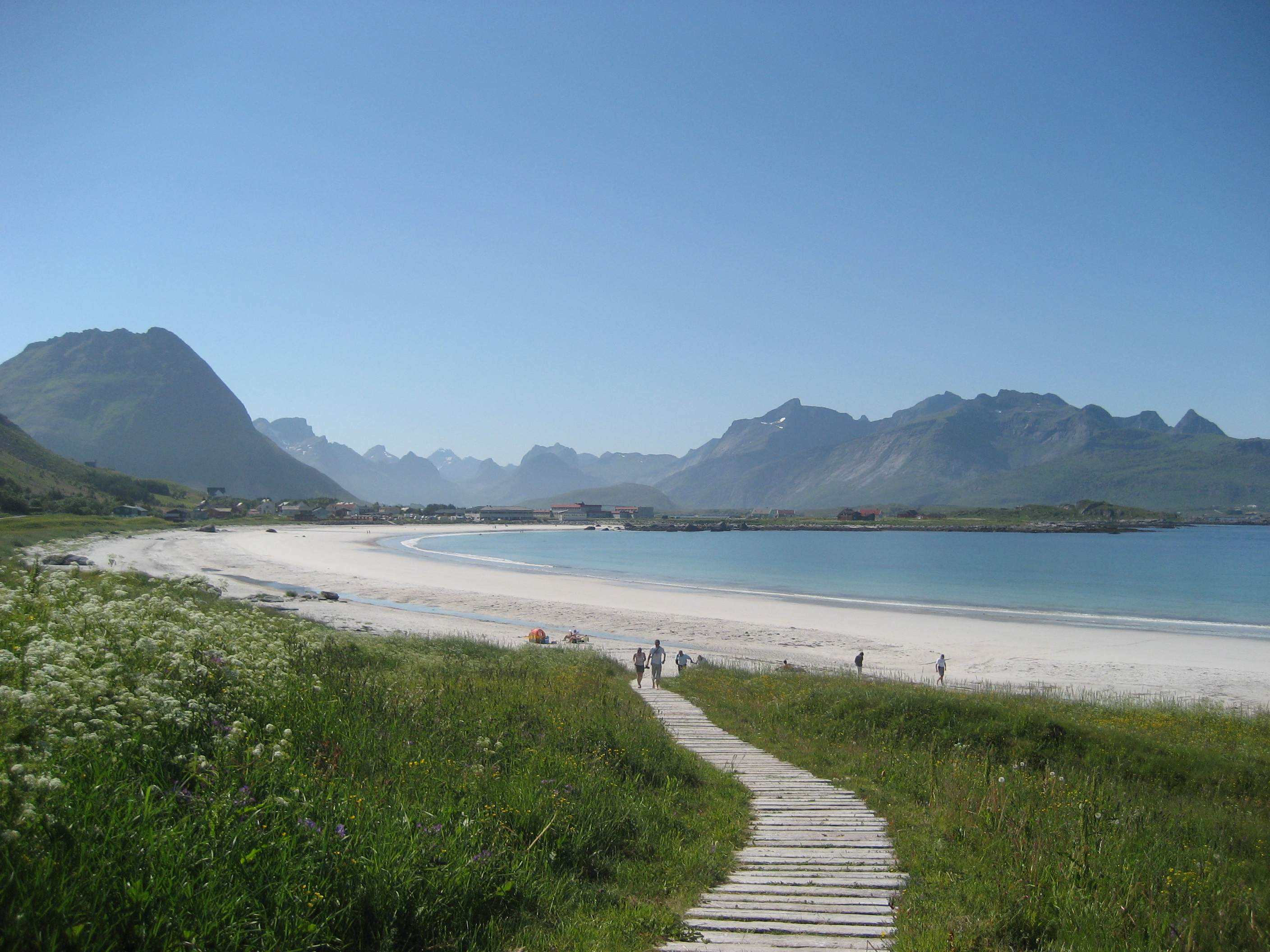
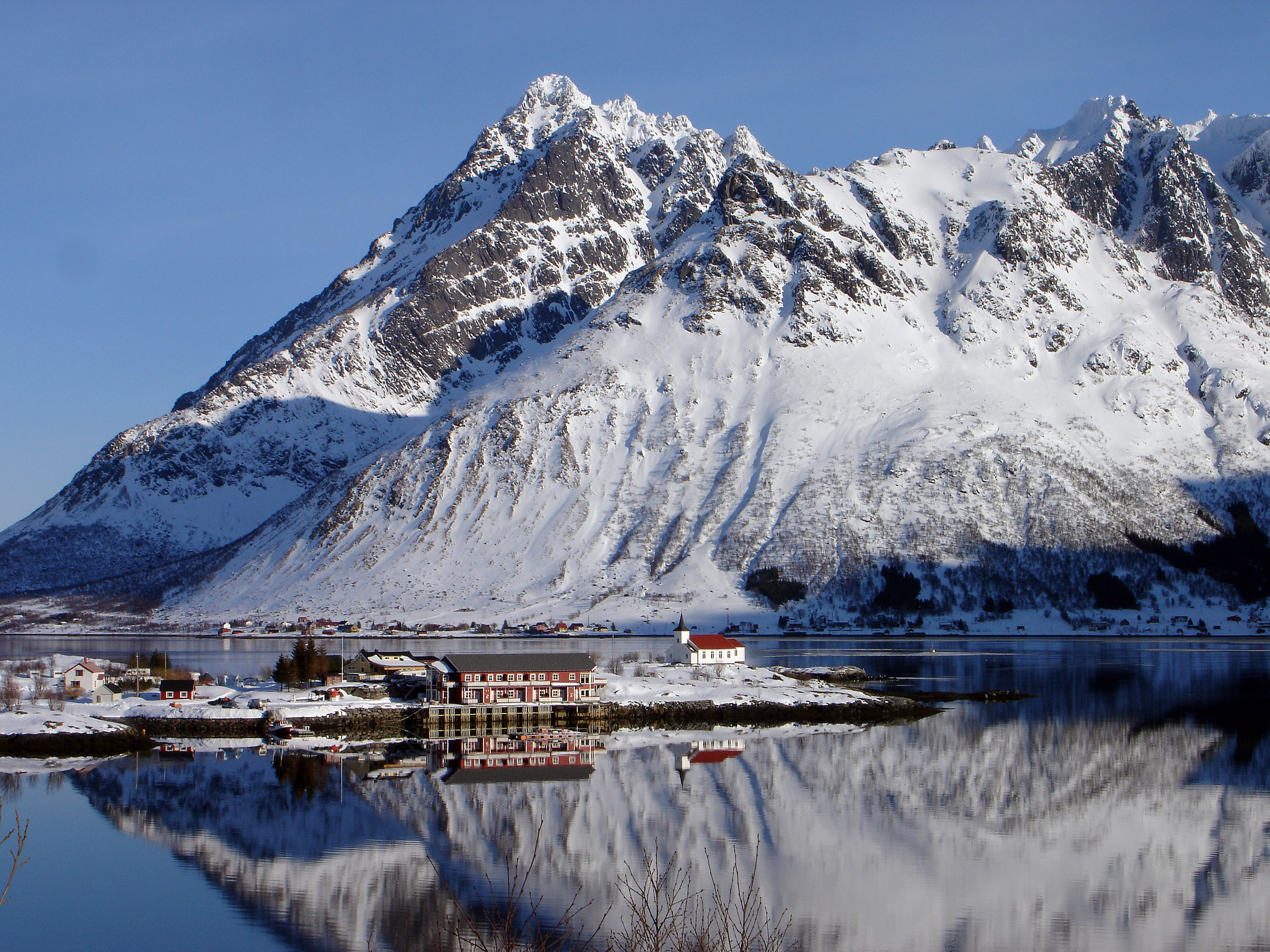
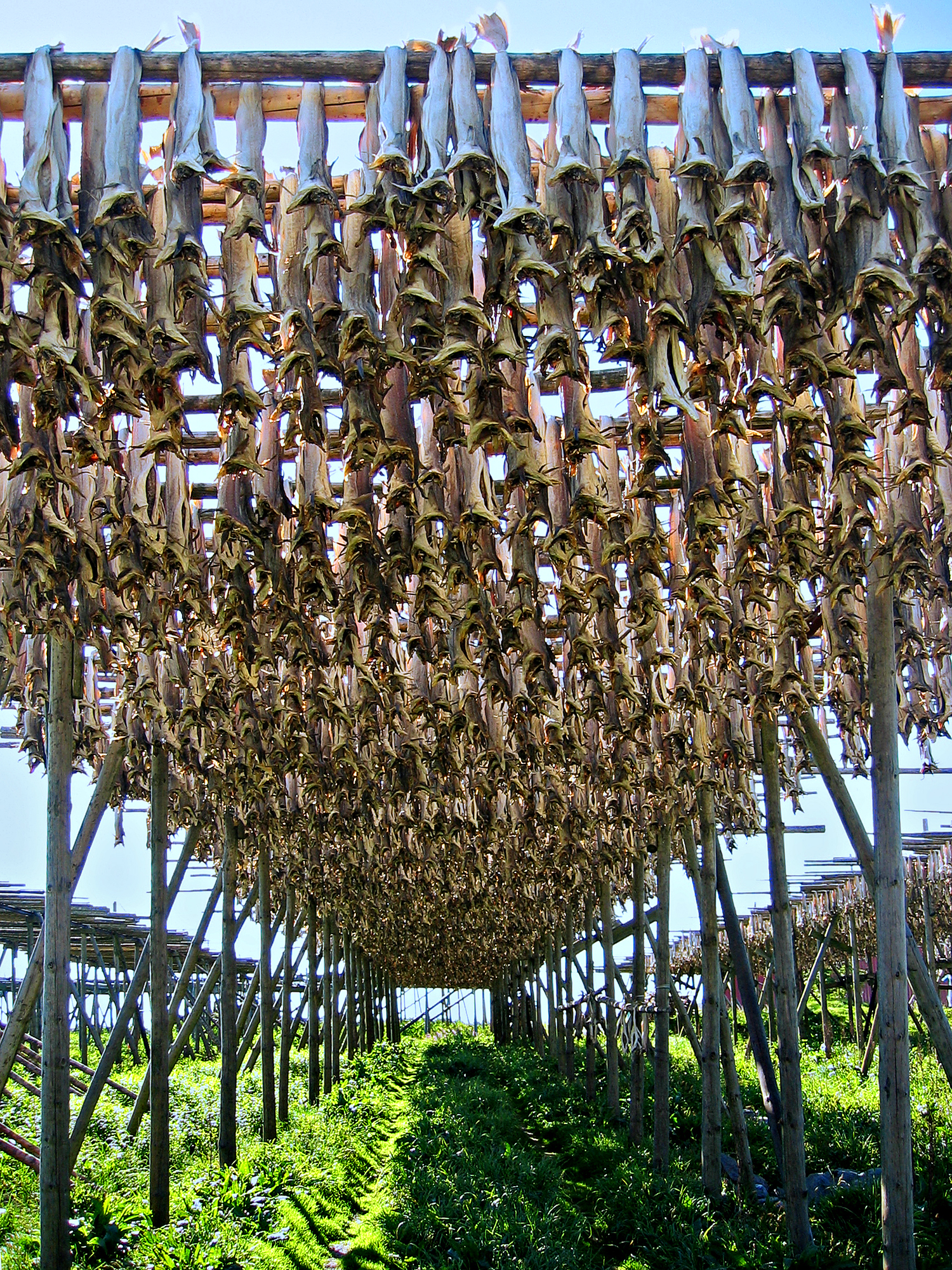